# Meurtres de la Freedom Summer

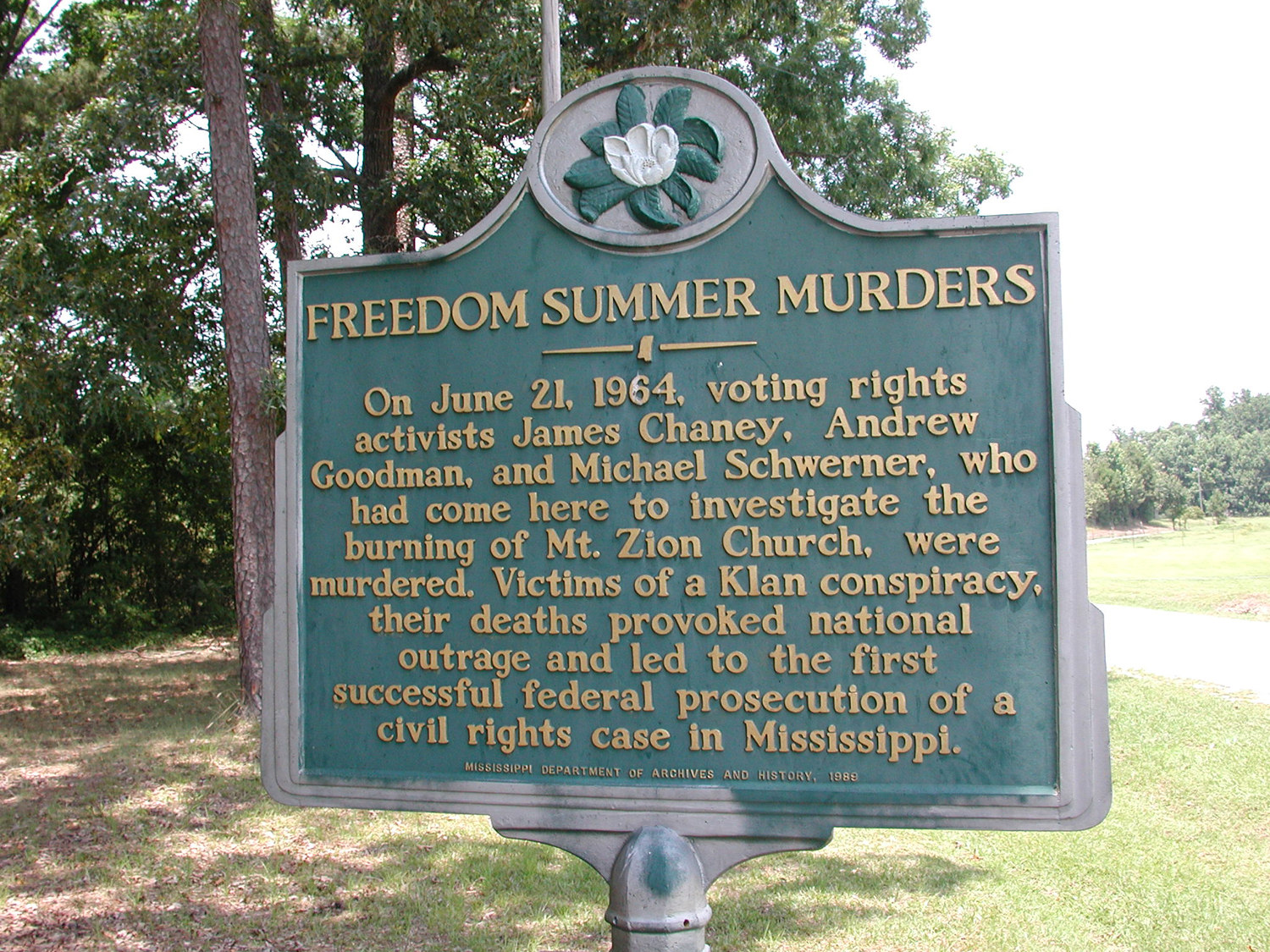
Plaque commémorative.

Les meurtres du Freedom Summer (« meurtres de l'été de la liberté ») désignent les assassinats de trois militants pour les droits civiques (James Chaney, Andrew Goodman et Michael Schwerner) les 21 et 22 juin 1964 près de Philadelphia dans le Mississippi par des membres du Ku Klux Klan et des policiers du bureau du shérif du comté de Neshoba. Les trois victimes travaillaient pour la campagne appelée Freedom Summer organisée par le Council of Federated Organizations (COFO) afin d'inciter les Afro-Américains à s'inscrire sur les listes électorales.

## Histoire

### Contexte
Au début des années 1960, les autorités de l'État du Mississippi, ainsi que la plupart des États ségrégationnistes du sud, contestent l'autorité fédérale en matière d'intégration raciale, dont l'exercice du droit de vote.
L'enregistrement des Afro-Américains sur les listes électorales est mis en avant par les organisations de défense des droits civiques comme le Student Nonviolent Coordinating Committee (SNCC), la National Association for the Advancement of Colored People (NAACP) et le Congress of Racial Equality (CORE). Une coalition d'organisations de défense des droits civiques connue sous le nom de Council of Federated Organizations (COFO) a pour but de mobiliser des étudiants bénévoles qui se rendraient dans l'État du Mississippi pour animer la campagne d'inscription des Afro-Américains sur les listes électorales mais aussi d'animer des « écoles de la liberté », donnant des conférences et des débats sur l'étude de l'histoire et des arts afro-américains aux enfants sur l'ensemble du Mississippi.
Le 14 juin 1964, les 1 000 premiers volontaires d'été arrivent au Western College for Women à Oxford, dans l'État de l'Ohio. La majorité étaient des étudiants blancs du Nord issus de milieux de classe moyenne et supérieure. Conformément au COFO, les sessions de formation des bénévoles ont pour but de les préparer aux campagnes d'inscription sur les listes électorales, mais aussi de former des écoles de la liberté, d'animer des sessions d'alphabétisation et de faire la promotion du  Mississippi Freedom Democratic Party (MFDP) afin que ce dernier puisse faire entendre la voix des Afro-Américains ségrégués dans les États du Sud, au sein du Parti démocrate des États-Unis pour la prochaine convention nationale du Parti démocrate. Parmi ces volontaires figurent James Chaney, un Afro-Américain du Mississippi, et deux étudiants du nord, Michael Schwerner et Andrew Goodman, un militant juif américain des droits civiques,,.
Mais cette campagne se heurte aux réactions violentes du Ku Klux Klan, aux divers groupes suprémacistes, à l'opposition des bureaux de vote et aux chefs d'entreprises.

### Meurtres
Le 21 juin 1964, les trois jeunes militants prennent la voiture pour se rendre à Neshoba pour enquêter sur l'incendie de l'église de Mount Zion par des membres du Ku Klux Klan. Alors qu'ils reprennent la route vers Meridian, ils se font arrêter pour excès de vitesse par Cecil Price, membre du Klan et shérif du comté de Neshoba ; une fois arrêtés, Price les conduit à la prison de Philadelphie (Mississippi). Price prévient ses amis du Klan qui viennent chercher les trois étudiants. Ils les conduisent en voiture dans un endroit éloigné et isolé, et les assassinent,,.

Les victimes
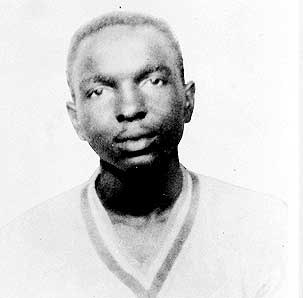
James Chaney
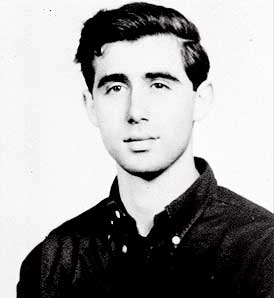
Andrew Goodman
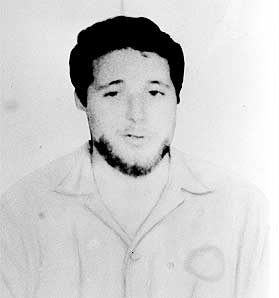
Michael Schwerner

### Scandale
Leurs meurtres ont provoqué l'indignation dans tout le pays et une importante enquête fédérale.

### Enquête

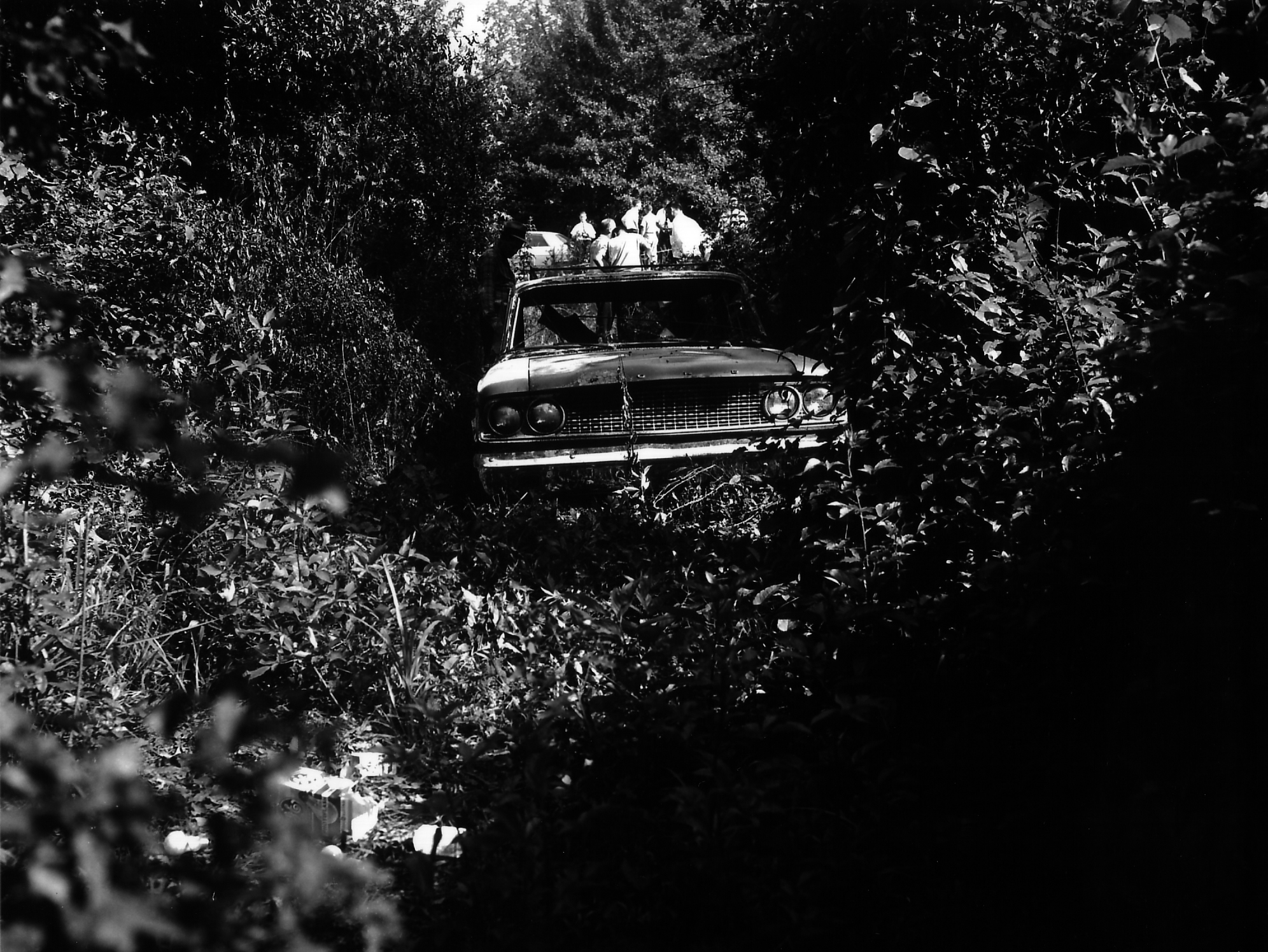
Voiture abandonnée des victimes.
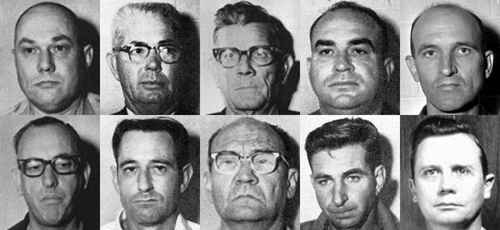
Photographies d'identité judiciaire de plusieurs conspirateurs.
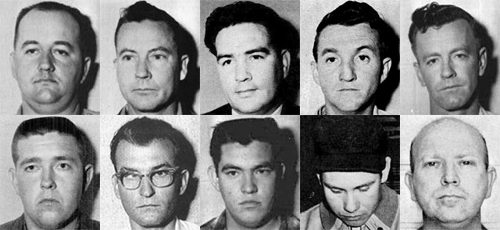
Autres photographies d'identité judiciaire de plusieurs lyncheurs.

Leurs amis signalent leurs disparitions à la police et comme il y a soupçon d'enlèvement, l'enquête est confiée au F.B.I. Leur disparition fait la une des journaux,. Le Procureur général des États-Unis Robert Kennedy lui-même suit l'enquête. Leur voiture calcinée est découverte le 24 juin 1964 mais pas leurs cadavres. Pour élargir les fouilles, 400 marins de l'U.S. Navy sont mobilisés ainsi que 150 agents du F.B.I. Une équipe d'élite du F.B.I. est dépêchée pour mener l'enquête ; après deux mois d'investigation, les agents du  Federal Bureau of Investigation (F.B.I) découvrent leurs corps 44 jours plus tard sous un remblai de terre, le 2 août 1964. Le F.B.I. interroge les divers membres du Klan, vingt-et-un d'entre eux sont arrêtés le 4 décembre 1965. 
Après le refus du gouvernement de l'État du Mississippi de poursuivre les meurtriers, le gouvernement fédéral a repris les charges contre 18 personnes dans le procès United States v. Price, mais n'a pu obtenir des condamnations que pour neuf membres du Klan, dont Cecil Price, Samuel Bowers, Alton Wayne Roberts, Jimmy Snowden, Billy Wayne Posey, Horace Barnette et Jimmy Arledge. Ces meurtres de la Freedom Summer ont tellement mobilisé l'opinion qu'elle a facilité le processus menant à l'adoption par le Congrès du Civil Rights Act de 1964, puis à sa promulgation  par le président Lyndon B. Johnson, mettant fin à toutes formes de ségrégations, de discriminations reposant sur la race, la couleur, la religion, ou l’origine nationale, abolissant ainsi les lois Jim Crow et la ségrégation raciale dans l'espace public et les services publics, suivi par la promulgation du Voting Rights Act de 1965 prohibant toute discrimination raciale dans l'exercice du droit de vote,,,,.
Bien plus tard, en 2005, Edgar Ray Killen, qui n'avait pas été inquiété à l'époque des faits malgré les délations d'un des condamnés, est identifié comme le principal conspirateur des meurtres et est condamné à trois fois 20 ans de prison (une peine pour chaque victime). 41 ans après les faits, il est donc condamné à 60 ans de prison à l'âge de 80 ans. Il meurt le 11 janvier 2018 à 92 ans au Mississippi State Penitentiary,.
En 2010, les autorités fédérales ont rouvert l'enquête à la recherche de preuves leur permettant de condamner les suspects restants. Cette enquête s'est arrêtée après le retrait d'un témoin-clé à la dernière minute, ce qui signifie qu'aucun autre suspect dans l'affaire ne sera poursuivi, selon l'Attorney général Jim Hood. 
En 2014, Chaney, Goodman et Schwerner reçoivent à titre posthume la médaille présidentielle de la Liberté qui leur est décernée par le président Barack Obama,,.

## Allusions et références dans la culture populaire
Ces événements sont retracés dans le film américain Mississippi Burning (1989) d'Alan Parker.
Tom Paxton a écrit la chanson Goodman, Schwerner and Chaney (1965) et Richard Fariña Michael, Andrew and James sur ces meurtres.
Paul Simon a écrit la chanson He Was My Brother (1964) en parlant d'un de ses amis qui a été tué durant ces événements.
Marilyn French évoque la disparition puis la mort des trois jeunes hommes dans le roman Toilettes pour femmes publié en 1977.
Bill Bryson relate les évènements dans son livre The lost continent. Travels in small-town America (1989, chapitre 6).
Stephen King y fait référence dans le livre La Tour sombre (Tome 6) - Le Chant de Susannah.
Paul Auster mentionne ces événements dans son livre 4 3 2 1 publié en 2017.
Ces meurtres sont évoqués dans le téléfilm All the way (Jay ROACH, HBO, 2016) sur la présidence de Lyndon B. Johnson à travers son œuvre législative sur les droits civiques en 1964 et ses conséquences.

## Pour approfondir

#### Essais
- (en-US) William Bradford Huie (préf. Martin Luther King Jr.), Three Lives for Mississippi, New York, New American Library : WCC Books, (réimpr. 1968, 2000, 2017) (1re éd. 1964), 278 p. (ISBN 9781578062478, OCLC 1065338814, lire en ligne),
- (en-US) Seth Cagin & Philip Dray, We Are Not Afraid: The Story of Goodman, Schwerner, and Chaney, and the Civil Rights Campaign for Mississippi, Nation Books, 25 avril 1988, rééd. 26 avril 2006, 548 p. (ISBN 9781560258643, lire en ligne),
- (en-US) Stephen Currie, Murder in Mississippi : The 1964 Freedom Summer Killings, San Diego, Californie, Lucent Books, coll. « Crime scene investigations », 2006, 112 p. (ISBN 9781590189344, OCLC 61684142, lire en ligne),
- (en-US) David Aretha, Freedom Summer, Greensboro, Caroline du Nord, Morgan Reynolds Publishing, coll. « Civil Rights Movement », 2008, 136 p. (ISBN 9781599350592, OCLC 144768011, lire en ligne). ,
- (en-US) Don Mitchell, The Freedom Summer Murders, New York, Scholastic Press (réimpr. 2016) (1re éd. 2014), 260 p. (ISBN 9781338115895, OCLC 962028787, lire en ligne),

#### Articles anglophones
- Doug McAdam, « Recruitment to High-Risk Activism: The Case of Freedom Summer », American Journal of Sociology, vol. 92, no 1,‎ juillet 1986, p. 64-90 (27 pages) (lire en ligne ),
- Roberto M. Fernandez et Doug McAdam, « Social Networks and Social Movements: Multiorganizational Fields and Recruitment to Mississippi Freedom Summer », Sociological Forum, vol. 3, no 3,‎ été 1988, p. 357-382 (26 pages) (lire en ligne ),
- Doug McAdam, « Gender as a Mediator of the Activist Experience: The Case of Freedom Summer », American Journal of Sociology, vol. 97, no 5,‎ mars 1992, p. 1211-1240 (30 pages) (lire en ligne ),
- Jerry DeMuth, « Freedom Summer Revisited », Human Rights, vol. 21, no 4,‎ 1994, p. 30-31, 44-45 (4 pages) (lire en ligne ),
- John R. Rachal, « We'll Never Turn Back: Adult Education and the Struggle for Citizenship in Mississippi's Freedom Summer », American Educational Research Journal, vol. 35, no 2,‎ été 1998, p. 167-198 (32 pages) (lire en ligne ),
- John R. Rachal, « "The Long, Hot Summer": The Mississippi Response to Freedom Summer, 1964 », The Journal of Negro History, vol. 84, no 4,‎ automne 1999, p. 315-339 (25 pages) (lire en ligne ),
- William Sturkey, « “I Want to Become a Part of History”: Freedom Summer, Freedom Scholls and the Freedom News », The Journal of African American History, vol. 95, nos 3/4,‎ été 2010, p. 348-368 (21 pages) (lire en ligne ),
- Leslie Etienne, « A Different Type of Summer Camp: SNCC, Freedom Summer, Freedom Schools, and the Development of African American Males in Mississippi », Peabody Journal of Education, vol. 88, no 4,‎ 2013, p. 449-463 (15 pages) (lire en ligne ),
- Jeremiah Clabough et John H. Bickford III, « Freedom Summer and the Foot Soldiers of the Civil Rights Movement », The History Teacher, vol. 53, no 2,‎ février 2020, p. 319-353 (35 pages) (lire en ligne ),